# Jules Romains
Jules Romains (születési neve: Louis Henri Jean Farigoule) (Saint-Julien-Chapteuil, 1885. augusztus 26. – Párizs, 1972. augusztus 14.) francia író, költő és drámaíró.

## Élete
Apja Párizsban volt tanító, és fiát a laicitás (világi felfogás) és a racionalizmus tiszteletére nevelte. Első verseit 1904-ben írta. 1906-ban felvették az École normale supérieure-re, ahol 3 év után filozófia tanári diplomát szerzett. Gimnáziumokban tanított, de 1914-ben behívták katonának és segédszolgálatot teljesített.
Drámaíróként vált ismertté. Az 1920-as évek végén Luigi Pirandello, George Bernard Shaw és Romains drámáit játszották legtöbbet a világ színpadain. Új irodalmi irányzatot teremtett, amely szerint az író a társadalmi csoportok közösségi tudatát ábrázolja, az egyént csak a társadalmi kapcsolatain keresztül mutatja be.
A két világháború között közel állt a Radikális szocialista párthoz, és kapcsolatba került Édouard Daladier-vel. Támogatta a francia népfrontot, tagja volt a Békeharcosok nemzetközi ligájának (1931–1939), és a Comité France-Allemagne tagjaként támogatta a francia–német barátságot még Hitler hatalomra jutása után is, bár antifasiszta volt. 1936 és 1941 között a Nemzetközi PEN Club elnöki tisztségét töltötte be.
A háború alatt emigrációba kényszerült. Először az Egyesült Államokban, majd 1941-től Mexikóban élt.
1945-ben Georges Duhamel bátorítására beadta jelentkezését a Francia Akadémiára, és újra visszatért Mexikóba. Távollétében választották meg az akadémia tagjává 1946. április 4-én.

## Művei

### Regények, elbeszélések
- Les Hommes de bonne volonté (27 részes regényciklus)
- Psyché (trilógia)
- Mémoires de Madame Chauverel
- Mort de quelqu'un
- Puissances de Paris
- Les Copains
- Sur les Quais de la Villette
- Le Fils de Jerphanion
- Un grand honnête homme
- Portraits d'inconnus

## Versek
- L'Âme des Hommes
- La Vie unanime
- Premier Livre de prières
- Un être en marche
- Odes et prières
- Europe
- Les Quatre Saisons

## Drámák
- L’Armée dans la ville
- Knock ou le Triomphe de la médecine
- Monsieur Le Trouhadec saisi par la débauche
- Amédée ou les Messieurs en rang
- Le Mariage de monsieur Le Trouhadec
- Le Déjeuner marocain
- Démétrios
- Jean le Maufranc
- Le Dictateur
- Boën ou la Possession des biens
- Donogoo * Grâce encore pour la terre!

## Tanulmányok
- La Vision extra-rétinienne et le sens paroptique (tudományos értekezés)
- Le Couple France Allemagne
- Cela dépend de vous
- Situation de la Terre
- Pour raison garder

## Magyarul
- Az autóbuszok rohama; ford. Molnár József; Krausz J. és Tsa. Ny., Bp., 1928 (100% könyvtár)
- Donogoo. Vígjáték; Globus Ny., Bp., 1937 (Krónika. A Nemzeti Színház műsorkísérő füzetei)
- Verdun előtt. Előjáték Verdun ostromához; ford. Vas Gábor; Pantheon, Bp., 1940
- A verduni csata; ford. Horváth Zoltán; Pantheon, Bp., 1941
- Ben Jonson: Volpone; Stefan Zweig, Jules Romains átdolg. ford., kieg. Illyés Gyula, utószó András László; Szépirodalmi, Bp., 1954
- Ebéd Marokkóban; ford. Sányi Nándor; in: Egyfelvonásosok; Táncsics, Bp., 1960 (Műsorfüzetek / Irodalmi Színpad)